# 先知
在宗教中，先知（prophet）是被視為與神靈接觸的個人，據稱代表神靈說話，作為神靈與人類的中介，將來自超自然來源的訊息或教義傳遞給其他人。 先知傳達的訊息則被稱為預言（prophecy）。在不同的宗教信仰裡，先知的定義并非全然一致。
歷史上的許多文化和宗教中都存在先知身份的主張，包括猶太教、基督教、伊斯蘭教、古希臘宗教、瑣羅亞斯德教、摩尼教等。

## 汉语词源
《孟子·万章章句上·第七节》：“天之生此民也，使先知覺後知，使先覺覺後覺也。”由汉语词源可见，“先知”指的是较同时代的人更早得到某种知识，从而能将其教导和传播给别人的人，而非有能力预言未来的事情的人。

## 词源
英语单词 prophet（先知）是一个复合希腊单词的音译，源自 pro（在...之前/朝向）和 phesein（讲述）；因此，προφήτης (prophḗtēs) 是指将神的信息传达给人类的人，偶尔也包括预告未来事件。在不同的解释中，它意味着倡导者或演说者。它在《七十士译本》中用于翻译希伯来语单词 נָבִיא (nāvî)，在阿拉伯语中翻译单词 نبي (nabī)。W.F. 奥尔布赖特指出这些希伯来语（נָבִיא (nāvî)）和阿拉伯语（نبي (nabī)）单词起源于阿卡德语中的纳布（Nabu）。
阿卡德语 nabû 意为“宣告者”或“被授权的人”， 源自闪语词根 n-b-y 或 nbʾ。 它与 古敘利亞語：，羅馬化：nəḇiyyā（叙利亚语）、阿拉伯語：，羅馬化：nabiyy（阿拉伯语）和 希伯來語：，羅馬化：nāḇī（希伯来语）同源， 所有这些词都意为“先知”。
在希伯来语中，单词 נָבִיא (nāvî)，“发言人”，传统上翻译为“先知”。《塔纳赫》的第二部分尼维姆（Nevi'im）就是专门关于希伯来先知的。navi 的含义或许在 Deuteronomy 18:18 中有所描述， 其中上帝说：“……我要将当说的话传给他；他要将我一切所吩咐的都传给他们。” 因此，navi 被认为是上帝的“口”。一个犹太传统认为，词根 nun-bet-alef（"navi"）基于两个字母的词根 nun-bet，表示空洞或开放；要接收超验的智慧，人必须使自己“开放”。

## 美索不达米亚起源
在琐罗亚斯德教（Zoroastrianism）和由琐罗亚斯德（Zoroaster）建立的先知传统出现之前，各种古代文明中就已经存在作为人与神之间中介的个体。例如，在古代苏美尔，像“ensi”（恩西）或“lugal”（卢伽尔）这样的人物扮演了类似于先知的角色，通过仪式、预兆和祈祷提供指导并解释神圣旨意。恩西被认为是城邦守护神的代表。 （卢伽尔）的职能包括某些仪式和祭祀活动、仲裁边界争端以及进行军事防御以抵御外部敌人。 拉格什（Lagash）的恩西们有时会将城市的守护神宁吉尔苏（Ningirsu）称为他们的 （“主人”）。以上所有内容都与“恩西”（ensi） 以及尤其是“恩”（en）这两个头衔可能具有的祭司或神圣特性有关（后一个术语在后续时代继续指称祭司）。
这些先知，虽然缺乏在后世传统中发现的系统化神学框架，却通过展示与神圣领域的联系并在其社群内提供精神领导，为先知（prophethood）的概念奠定了基础。尽管没有成文的经典或有组织的宗教机构，这些前琐罗亚斯德时代的先知形象在塑造早期宗教思想和实践方面发挥了关键作用，为随后伴随琐罗亚斯德及其后的宗教传统而出现的结构化的先知传统铺平了道路。

## 不同宗教的表述
巫覡宗敎、基督教等宗教都有此概念。先知对未来的描述来自于神，这点和占卜不同。伊斯兰教中的先知多指安拉派遣到世界的多位使者，（《古兰经》中列举并提到他们姓名的有廿五位先知，相信历代各个民族都有安拉所派遣给的先知或使者。）其中最后一位派遣给全人类的使者是穆罕默德（见“众先知的封印”）。
基督教，犹太教的文献中，也出现了很多有关先知的阐述。虽然其中很多是对与未来的预见，但更多的是借助于先知之口，阐述上帝所制定的社会原则和教义原则。基督教中，先知又稱先見，這更顯出基督教中的先知是更早看見某些未發生的事，而並非每一件事都能預知。

## 亞伯拉罕、摩西
犹太教徒以及後來的基督徒與穆斯林均承认亞伯拉罕（易卜拉欣）、摩西（穆萨）這兩位舊約人物为先知；這三種宗教也被稱為亞伯拉罕諸教。

## 耶穌
支持三位一体的主流基督宗教教派認為耶穌是上帝的獨生子，不單是先知，而且也是神。伊斯蘭教承认耶穌（爾撒）與摩西、穆罕默德一樣，都是先知，但不是神的兒子，相當於古代基督教的“義子說”。而犹太教认为耶穌只是凡夫俗子，既非神，亦非先知。

## 穆罕默德
在伊斯兰教中，穆罕默德是先知，但是“先知”并不能理解为“能够预知未来的人”。
你说：“我不是破天荒的使者；我不知道我要遭遇什么，也不知道你们要遭遇什么，我只遵从我所受的启示，我只是一个坦率的警告者。”（《古兰经》46：9，马坚译）